# Stare dužnosti
Stare dužnosti (engl. Old Charges; fran. Anciens devoirs) naziv je za zbirku od približno 130 dokumenata nastalih između 14. i 18. stoljeća. Većina ovih dokumenata izvorno je bila rukopisna, a kasnije su neki od njih gravirani ili tiskani, a svi potječu iz Engleske ili Škotske. Ovi spisi opisuju dužnosti i djelovanje cehova zidara i graditelja, kao i mitsku povijest nastanka tog obrta. Među temeljnim zapisima ističu se Rukopis Regius (1390.), poznata i kao Halliwellov rukopis, te Cookeov rukopis (1410.) za Englesku, dok su za Škotsku ključni Schawovi statuti (1598.) i Edinburški rukopis (1696.). Iz ovih dokumenata spekulativno slobodno zidarstvo crpi svoje izvore. Ipak, s povijesnog stajališta, ne polaže pravo na izravno nasljeđe operativnih loža tog doba.

## Povijest
Ovi tekstovi, kojih ima oko 130, počeli su se proučavati i ponovno otkrivati sredinom 19. stoljeća. Grupirani su pod općim nazivom Stare dužnosti. Većinom su sačuvani u rukopisnoj formi, dok su neke verzije gravirane ili tiskane, a vremenski raspon njihova nastanka proteže se od kraja 14. do sredine 18. stoljeća. Svi su engleskog podrijetla i nemaju ekvivalenta na europskom kontinentu. Struktura ovih rukopisa je ujednačena: sadrže legendarnu povijest nastanka obrta, hvalu sedam tradicionalnih slobodnih umjetnosti te popis etičkih i regulatornih dužnosti zidara uključenih u građevinske radove.

### 14. stoljeće
Najstariji poznati rukopis koji dokumentira običaje i tradicije engleskog operativnog slobodnog zidarstva jest Rukopis Regius, datirana oko 1390. godine. Ovaj dokument napisan je u stihovima i sastoji se od tri dijela s ukupno 794 retka. Prvi dio opisuje tradicionalnu povijest obrta i dužnosti operativnih zidara. Drugi dio detaljno razrađuje te dužnosti u petnaest članaka i petnaest točaka, dok je treći dio primarno moralne naravi. Ove Stare dužnosti iz srednjeg vijeka povezani su s operativnim ložama i pružaju vrijedan uvid u običaje i praksu gradilišta toga doba.
Nakon Regiusa, oko 1420. pojavljuje se Cookeov rukopis, koji se značajno razlikuje od prethodnika. Napisan je u prozi i sadrži 960 redaka. Proširuje pravila iz Regiusa, uključujući elemente iz Biblije i patrističke tradicije. Umjesto petnaest, pravila su ovdje sažeta u devet članaka i devet točaka, uz dodatne elemente poput zaziva Bogu, ode geometriji i prikaza slobodnih umjetnosti. Mnoge kasnije verzije Starih dužnosti temelje se upravo na ovom rukopisu, budući da Regius nije imao izravne nasljednike.
Oba rukopisa dijele sličnu strukturu. Nakon povijesnog i mitskog prikaza nastanka obrta, naglašavaju obvezu polaganja prisege. Slijedi niz pravila, podijeljenih na "članke" i "točke" – petnaest u Regiusu i devet u Cookeu. Ova pravila pokrivaju profesionalna pitanja, ali uključuju i kršćanske moralne smjernice. Nigdje se ne spominje nikakav autoritet nad obrtom niti oblik subordinacije, što sugerira da su operativne lože koje su slijedile ova pravila djelovale autonomno tijekom višegodišnjih ili višedesetljetnih građevinskih projekata. Regius i Cooke jedini su poznati izvori iz kasnog 14. stoljeća, a druge verzije Starih dužnosti iz tog razdoblja nisu sačuvane.

### 16. stoljeće
Prošlo je 150 godina prije nego što se pojavila nova inačica rukopisa, datirana u 1583. godinu, poznata pod nazivom Velika loža br. 1. Iz ove inačice proizašlo je gotovo 130 poznatih kasnijih verzija. Prvi dokument 16. stoljeća, kao i oni koji su ga slijedili, ne reproduciraju u potpunosti izvorne tekstove te se u mnogim aspektima značajno razlikuju. Ova evolucija dovela je do toga da se dokumenti 16. stoljeća svrstavaju u drugu generaciju Starih dužnosti. U ovim rukopisima operativni propisi, koji su dominirali tekstovima iz 14. stoljeća, izostavljeni su ili pojednostavljeni kako bi se omogućila njihova primjena i izvan okvira isključivo operativnog zidarstva. Također, u ovu generaciju dokumenata uvode se moralne i religijske smjernice, što označava novi razvojni pravac u povijesti slobodnog zidarstva.

## Drevni cehovski propisi

### Bolonjski statuti (1248.)
Bolonjski statuti ili Bolonjska povelja (tali. Carta di Bologna) bili su skup propisa za zidare u talijanskom gradu Bologni, sastavljeni 1248. godine. Predstavljaju jedan od najranijih poznatih kodeksa ponašanja za zidare u Europi.
Ove statute donijelo je gradsko vijeće kako bi reguliralo rad Kolegija graditelja, uglednog društva zidara u Bologni. Propisi su određivali pravila za majstore, pomoćnike i šegrte unutar društva. Ključni propisi uključivali su:
- Majstor mora temeljito obučavati šegrte tijekom 5 do 7 godina prije nego što ih unaprijedi u pomoćnike.
- Sinovi majstora prolaze kraću obuku od 3 godine prije unapređenja.
- Pomoćnici moraju prisegnuti na poslušnost majstorima i čuvati tajne obrta.
- Majstori trebaju primati plaću u skladu sa svojim umijećem i iskustvom.
- Zidari ne smiju prisvajati tuđe poslove niti regrutirati radnike od drugih majstora.
- Neetični zidari mogu biti isključeni iz društva odlukom vijeća.

Bolonjski statuti dijele sličnosti s drugim ranim zidarskim kodeksima, poput Rukopisa Regius i Cookeovog rukopisa, što sugerira razvoj jedinstvenog skupa pravila u Europi. Svi ti dokumenti postavljaju hijerarhijsku strukturu unutar obrta, stroga razdoblja obuke i kazne za kršenje pravila.
Ipak, Bolonjski statuti razlikuju se po tome što su nastali u urbanom okruženju, uz izravan nadzor gradskih vlasti nad zidarima. Za razliku od engleskih starih dužnosti, koji naglašavaju etičke i religijske aspekte, bolonjski propisi više su usmjereni na tehničke građevinske prakse. Ovaj dokument predstavlja rani pokušaj sustavnog uređenja obuke i profesionalnog ponašanja unutar zidarskog obrta te je, zajedno sa starim dužnostima, postavio temelje za organizirane masonske lože u kasnijim stoljećima.

### Knjiga obrta (1268.)
Knjiga obrta (fran. Livre des métiers) drevni je francuski rukopis iz 1268. godine, koji se smatra jednim od najranijih dokumenata povezanih s poviješću slobodnog zidarstva. Iako se u njemu ne spominje slobodno zidarstvo kao organizirana institucija, dokument sadrži reference na slobodne zidare, izraz koji se odnosi na vješte zidare angažirane u izgradnji katedrala i drugih značajnih građevina tog razdoblja.
Knjiga obrta sadrži zbirku propisa, običaja i pravila koja su regulirala različite srednjovjekovne obrta. Njena povezanost sa slobodnim zidarstvom proizlazi iz odlomaka koji se odnose na slobodne zidare i njihovu ulogu u građevinskim projektima, posebice u izgradnji katedrala tijekom srednjeg vijeka. Dokument naglašava važnost čuvanja obrtničkih tajni, strukturu šegrtske obuke i etički odnos među radnicima. Također ističe obveze majstora prema njihovim obrtnicima, što odražava načela koja će se kasnije pojaviti u slobodnozidarskim konstitucijama i starim dužnostima.

#### Prvo spominjanje "slobodnih zidara"
Spominjanje slobodnih zidara u Knjizi obrta jedno je od najranijih poznatih referenci na ovaj izraz. Njegovo značenje predmet je različitih tumačenja; neki povjesničari smatraju da se odnosi na vješte zidare oslobođene feudalnih ograničenja, što im je omogućavalo slobodno putovanje i rad na različitim građevinskim projektima diljem Europe. Ova interpretacija podupire ideju da su "slobodni zidari" bili iskusni obrtnici koji nisu bili vezani za određenu lokaciju, već su radili na monumentalnim građevinama poput katedrala i dvoraca u različitim područjima.

#### Usporedba s drugim zapisima i starim dužnostima
Iako izravna povezanost između Knjige obrta i slobodnog zidarstva ostaje predmet rasprava, očite su sličnosti između njegovih etičkih smjernica i kasnijih slobodnozidarskih konstitucija. Naglasak na tajnosti, moralnom ponašanju i obvezama između majstora i šegrta odražava se i u kasnijim slobodnozidarskim dokumentima. Usporedbe s Rukopisom Regius (1390.) i Cookeovim rukopisom (1410.) otkrivaju zajedničke principe, što ukazuje na kontinuitet vrijednosti unutar cehovskih sustava i razvoj spekulativnog slobodnog zidarstva.

### Avignonski dekret (1326.)
Avignonski dekret (fran. Le Décret d'Avignon) bila je papinska uredba koju je 1326. godine izdao papa Ivan XXII. Cilj dekreta bio je regulirati zidare i graditelje u katoličkoj Europi te je predstavljao rani pokušaj standardizacije zidarskog ponašanja diljem regija u doba Avignonskog papinstva.
Dekret je nalagao zidarima da primaju samo pouzdane članove, poštuju biskupijske statute i održavaju godišnje skupštine. Također je zabranjivao stvaranje bratstava po prisezi koja bi se mogla tumačiti kao urote ili tajna društva. Ipak, dopuštao je osnivanje međusobnih potpornih udruga. Za razliku od ranijih zidarskih propisa koji su dolazili iz lokalnih cehova i loža, Avignonski dekret predstavljao je pokušaj centralizirane papinske kontrole nad rastućim bratstvima zidara u Europi. No, umjesto da suzbije njihovu autonomiju, zapravo je potaknuo daljnji razvoj organiziranih loža i mreža graditelja, osobito u područjima izvan izravnog papinskog nadzora.
Ovaj dekret nije samo pokušao centralizirati upravljanje slobodnim zidarima, već je također pridonio njihovom širenju, jer je potaknuo stvaranje novih regionalnih velikih loža. U kombinaciji sa starim dužnostima, Avignonski dekret utjecao je na daljnji razvoj slobodnog zidarstva i njegovo kasnije preoblikovanje u spekulativno slobodno zidarstvo.

### Londonski propisi za zidare (1356.)
Londonski propisi za zidare (fran. Les Règlements de Londres pour les Maçons; engl. London Regulations for Masons) bili su skup uredbi donesenih u Londonu 1356. godine radi regulacije zidarskog obrta u gradu. Sastavljeni su na normansko-francuskom jeziku, što odražava snažan francuski utjecaj nakon normanske invazije.
Ovi propisi preuzeli su mnogo pravila iz ranijih zidarskih pravila poput Rukopisa Regius i starih dužnosti, a uključivali su:
- Šegrti moraju vjerno služiti 7 godina prije nego što postanu slobodni zidari.
- Zidari ne smiju raditi noću bez svjetla niti na svete dane.
- Plaće se moraju isplaćivati pošteno, u skladu s vještinama i iskustvom.
- Zidari moraju biti lojalni kralju i izbjegavati urote.
- Tajne obrta moraju ostati povjerljive.

Za razliku od ranijih cehovskih pravila, Londonski propisi nametali su dodatne administrativne zahtjeve, uključujući obvezu registracije kod gradskih vlasti i pridruživanja ovlaštenom cehu kako bi se moglo legalno obavljati obrt u Londonu.
Ovi propisi postavili su temelje za formalno upravljanje zidarstvom u Londonu, što je kulminiralo osnivanjem Velike lože Londona u 17. stoljeću.

### Yorčke uredbe (1370.)
Yorčke uredbe (engl. York Ordinances) bili su skup regulativa za zidare u Gradu Yorku, donesenih 1370. godine. Određivali su standarde za obuku i ponašanje klesara u Yorku.
Slično Londonskim propisima za zidare, Yorčke uredbe potvrđuju mnoge zajedničke elemente ranijih zidarskih kodeksa poput starih dužnosti. Ključna pravila uključuju:
- Šegrti moraju prolaziti temeljitu obuku u trajanju od 7 do 10 godina prije nego što postanu slobodni zidari.
- Zidari su obvezni redovito posjećivati crkvu i raditi pošteno.
- Tajne obrta moraju ostati povjerljive.
- Zidari moraju biti članovi ceha kako bi mogli raditi u Yorku.

Međutim, Yorčke uredbe donijeli su i posebne administrativne odredbe za zidare u gradu. Uspostavljena je formalna organizacijska struktura s izabranim đakonima, koji su djelovali pod nadzorom gradskog vijeća. Također su uvedeni uvjeti za redovite sastanke, plaćanje članarina i prikupljanje sredstava za dobrotvorne svrhe.
Reguliranjem obuke, ponašanja i upravljanja, Yorčke uredbe  pomogle su u profesionalizaciji zidarstva kao organiziranog obrta u toj grofoviji. Zajedno sa starim dužnostima, postavili su okvir koji je omogućio kasniji razvoj slobodnog zidarstva. Ove uredbe pokazuju kako su se zidarske lože u srednjovjekovnoj Engleskoj postupno organizirale i prilagođavale lokalnim zakonima i cehovskim strukturama.

## Zapisi starih dužnosti

### Rukopis Regius (1390.)
Rukopis Regius (engl. Regius Manuscript), poznat i kao Regius poema (Regius Poem) te Halliwellov rukopis (Halliwell Manuscript), najstariji je poznati dokument iz zbirke Starih dužnosti koji regulira zidarstvo u Britaniji, a datiran je oko 1390. godine. Sastoji se od 64 stranice pergamenta ispisane srednjoengleskim jezikom u rimovanim distisima, u obliku poeme. Time se razlikuje od kasnijih verzija Starih dužnosti, koje su uglavnom pisane u prozi.
Rukopis Regius započinje prikazom kako je Euklid "osmislio geometriju" i nazvao je zidarstvom kako bi omogućio zapošljavanje djece plemića u drevnom Egiptu. Zatim se opisuje širenje geometrije u različite zemlje. Dokument također govori o dolasku obrta zidarstva u Englesku tijekom vladavine kralja Ethelstana (924. – 939.). Prema ovom rukopisu, svi zidari u zemlji okupili su se kod kralja tražeći smjernice za svoje upravljanje, nakon čega su Ethelstan i englesko plemstvo sastavili petnaest članaka i petnaest točaka kao pravila njihove struke. Slijedi petnaest članaka namijenjenih majstorima, koji pokrivaju moralno ponašanje i pravila rada na gradilištu. Nakon toga slijedi petnaest točaka za zidare, koje slijede sličan obrazac. Dokument završava upozorenjima o kaznama za prekršitelje pravila, odredbom o održavanju godišnjih skupština, legendom o Četvorici krunisanih mučenika, nizom moralnih izreka i blagoslovom.
Prema tome, većina rukopisa sastoji se od pravila i etičkih smjernica koje zidari trebaju poštovati, uključujući:
- Zidari trebaju raditi marljivo radnim danima i ići u crkvu na blagdane.
- Zidari trebaju biti odani Bogu, kralju, majstorima i svojim kolegama.
- Zidari trebaju čuvati tajne svojih gospodara i suradnika.
- Zidari trebaju poštovati sva pravila i zaslužiti svoju plaću poštenim radom.
- Lažni zidari trebaju biti kažnjeni i prokleti.
- U obrt se smiju primati samo vrijedni šegrti.

Rukopis Regius uspostavio je skup pravila za srednjovjekovne operativne zidare. Promicao je moralnost, vještinu i tajnost unutar profesije u razdoblju kada su zidari gradili velike katedrale i dvorce. Dokument je pomogao u regulaciji zidara kroz strukturu nalik cehu i propisane postupke.
Podrijetlo Rukopisa Regius ostaje nejasno. Dokument je tijekom vremena bio evidentiran u raznim privatnim zbirkama, dok naposljetku nije postao dio Kraljevske knjižnice, koju je kralj Đuro II. 1757. godine donirao Britanskom muzeju, čime je stvoren temelj današnje Britanske knjižnice. Dugo vremena rukopis nije privukao pažnju slobodnog zidarstva, ponajviše zbog toga što ga je knjižničar David Casley prilikom katalogizacije 1734. godine opisao jednostavno kao Poema o moralnim dužnostima. Tek u razdoblju 1838. do 1839. James Halliwell, koji nije bio slobodni zidar, predstavio je Regius u svojem radu Rana povijest slobodnog zidarstva u Engleskoj, koji je objavljen 1840. godine. Naziv Rukopis Regius dobio je po kralju Đuri II.
Dokument je isprva datiran u 1390. godinu, što su poduprli ugledni autoriteti poput Woodforda i Hughana. Međutim, Edward Augustus Bond, kustos rukopisa u Britanskom muzeju, smatrao je da je nastao pedesetak godina kasnije, no njegova procjena bila je uglavnom zanemarena. Hughan je također naveo da je autor rukopisa vjerojatno bio svećenik. Modernija istraživanja potvrđuju Bondovu dataciju, smještajući nastanak rukopisa u drugu četvrtinu 15. stoljeća, s vjerojatnim podrijetlom iz Shropshirea. Ova datacija dovela je do hipoteze da je dokument, a osobito njegov narativ o kraljevskom autoritetu za održavanje godišnjih skupština, mogao biti napisan kao odgovor na zakon iz 1425. godine koji je zabranjivao takve sastanke.
Kroz 16. i 17. stoljeće Rukopis Regius ostala je dobro poznata i često prepisivana među klesarima. Bila je ključna u standardizaciji Starih dužnosti za preteču velike lože slobodnih zidara. Čak i danas, ovaj rukopis pruža vrijedan uvid u podrijetlo, etiku i strukturu ranih zidarskih cehova te služi kao jedan od temelja kasnijeg spekulativnog slobodnog zidarstva.

### Cookeov rukopis (1410.)
Cookeov rukopis (engl. Matthew Cooke Manuscript) drugi je najstariji poznati dokument iz skupine Starih dužnosti slobodnog zidarstva. Istodobno, to je najstariji poznati dokument iz te zbirke napisan u prozi. Nastao je oko 1410. godine, a pretpostavlja se da potječe iz jugoistočne Engleske. Iako sadrži određena ponavljanja, donosi i mnogo novih informacija koje su kasnije preuzete u drugim slobodnozidarskim zapisima.
Rukopis se sastoji od 101 odlomka u kojima su navedena pravila za operativne zidare. Počinje prikazom povijesti obrta, povezujući ga s Euklidom, drevnim Egiptom i biblijskim ličnostima. Većina Cookeovog rukopisa posvećena je pravilima ponašanja i obuke zidara, među kojima se ističu:
- Zidari moraju marljivo raditi i zaslužiti svoju plaću.
- Tajne obrta i gospodara moraju ostati povjerljive.
- Zidari se trebaju kloniti nemorala i raskalašenosti.
- Majstori moraju podučavati šegrte tijekom 7 do 12 godina.
- Svi zidari trebaju se jednom godišnje sastati na skupštini kako bi utvrdili pravila i način upravljanja obrtom.

Za razliku od ranijih rukopisa, Cookeov rukopis pruža detaljniji uvid u društvenu organizaciju i institucionalnu strukturu zidarskih loža. U njemu su precizno opisane hijerarhijske razine, postupci sazivanja skupština te fondovi za dobrotvorne svrhe. Ovaj organizacijski okvir pomogao je u standardizaciji zidarskih loža u Engleskoj tijekom 15. stoljeća.
Rukopis započinje zahvalnom molitvom, nakon koje slijedi prikaz sedam slobodnih umijeća, pri čemu se geometrija stavlja na prvo mjesto i poistovjećuje se sa zidarstvom. Zatim se donosi priča o djeci Lamekove loze, koja je proširena verzija biblijske priče iz Knjige Postanka. Prema rukopisu, Jabal je otkrio geometriju i postao glavni zidar Kajinove loze, Jubal je otkrio glazbu, Tubal-Kajin je razvio metalurgiju i umijeće kovanja, dok je Lamekova kći Naama izumila je tkanje. Kako bi sačuvali svoje znanje od predstojeće katastrofe – uništenja svijeta vatrom ili potopom – zapisali su svoja znanja na dva stupa: jedan koji je bio otporan na vatru i drugi koji nije mogao potonuti u vodu. Stoljećima kasnije, stupove su otkrili Pitagora i filozof Hermes. Tako su se sedam umijeća prenijeli preko Nimroda, arhitekta Babilonske kule, do Abrahama, koji ih je potom prenio Egipćanima, uključujući Euklida. Euklid je zatim podučavao zidarstvom djecu egipatskog plemstva, čineći ga disciplinom dostojnom obrazovanja. Obrt se potom prenosi na izraelski narod i izgradnju Salomonova hrama, a iz Jeruzalema dospijeva u Francusku i Englesku, gdje ga podupire sveti Alban. Kralj Ethelstan postaje jedan od prvih engleskih monarha koji podržavaju zidarstvo, a njegov najmlađi sin (neimenovan u ovom rukopisu) uvodi nova pravila i postaje vođa zidara. U nastavku rukopis donosi devet članaka i devet točaka, sličnih pravilima iz Rukopisa Regius. Dokument završava na način sličan Regiusu, naglašavajući važnost etičkog ponašanja, stručnosti i hijerarhije u zanatu.
Za razliku od većine Starih dužnosti, koji su pisani na svicima, Cookeov rukopis napisan je na pergamentnim listovima veličine 112×86 mm i uvezan u knjigu s originalnim hrastovim koricama.
Rukopis je prvi put objavio londonski izdavač R. Spencer 1861. godine, kada ga je uredio Matthew Cooke, po kojemu je dobio ime. U katalogu Britanskog muzeja označen je kao "Additional M.S. 23,198". Prvotno je bio datiran nakon 1482. godine, no kasnije analize pokazale su da je nastao oko 1450. godine. Do pogrešne datacije došlo je zbog netočnog prijevoda u retku 140, gdje fraza p'yned u policronico a cronycle p'yned prvotno prevedena kao printed (tiskano), što je navelo istraživače poput Williama J. Hughana da zaključe da se odnosi na Polychronicon Williama Caxtona iz 1482. godine. Kasnija revizija otkrila je da riječ zapravo znači proved (dokazano), što je omogućilo raniju dataciju. Jasne pogreške u prijepisu ukazuju da je dokument zapravo kopija, a ponavljanje dijelova priče o Euklidu i Athelstanovoj ulozi sugerira da su korištena dva različita izvora. Još 1890. godine George W. Speth je iznio hipotezu da su ti izvori mnogo stariji od samog rukopisa, što je ostalo neupitno više od jednog stoljeća. Najnovije analize srednjoengleskog jezika potvrđuju da tekst datira otprilike iz 1450. godine, što sugerira da su njegovi izvori nastali gotovo istodobno s Cookeovim rukopisom, a možda čak i u isto vrijeme kada i Rukopis Regius. Pretpostavlja se da je sastavljen na području Zapadnog Midlandsa, blizu mjesta nastanka Rukopis Regius u Shropshireu.
Povjesničar Andrew Prescott smatra da su Regius i Cookeov rukopis nastali kao dio borbe srednjovjekovnih zidara za regulaciju vlastitih plaća, posebice nakon statuta iz 1425. godine koji je zabranjivao zidarske skupštine. Kako bi opravdali svoja okupljanja, zidari su naglasili da su njihova vijećanja imala kraljevski blagoslov, čak dodajući da je kraljev sin postao zidar. U retku 603. stoji: "Jer bio je majstor spekulativnog zidarstva i volio je zidare. I sam je postao zidar."
James Anderson je koristio Cookeov rukopis prilikom sastavljanja svojih Konstitucija slobodnih zidara iz 1723. godine. Posljednjih 60 redaka rukopisa citirao je u fusnoti u opisu yorčke skupštine.
Postoji i prijepis poznat kao Woodfordov rukopis, napravljen 1728. godine od strane tadašnjeg velikog tajnika Velike lože Engleske, Williama Reida, za Williama Cowpera, pisara parlamenta i bivšeg velikog tajnika.

### Regensburški statuti (1459.)
Propisi za klesare (njem. Ordnungen der Steinmetzen), poznati kao Regensburški statuti (Regensburger Ordnung), bili su skup propisa za klesare u bavarskom gradu Regensburgu, uspostavljeni 25. travnja 1459. godine. Regulirali su obrt i poslovanje zidarstvom u gradu, postavljajući pravila za obuku, rad i organizaciju zidara. Ovi su statuti dovršeni 1464. i 1469. godine, a rimsko-njemački car Maksimilijan I. odobrio ih je 1498. godine. Naknadno su revidirani u Strasbourgu 1563. godine.
Ovi su statuti potvrđivali mnoge zajedničke principe ranijih zidarskih kodeksa, poput Starih dužnosti i Avignonskog dekreta. Naglašavali su važnost čuvanja obrtničkih tajni, moralnog ponašanja te odanosti obrtu. Šegrti su morali prolaziti višegodišnju obuku prije nego što bi stekli status slobodnih zidara.
Ipak, Regensburški statuti donijeli su i nova pravila prilagođena lokalnom kontekstu. Propisivali su da samo građani Regensburga mogu postati majstori zidari, čime su ograničili pristup vrhunskim položajima unutar obrta. Osim toga, gradsko vijeće zadržalo je nadzor nad zidarima, umjesto da im dopusti potpunu samoupravu. Unatoč tome, statuti su i dalje omogućavali zidarima da biraju vlastite predstavnike i upravljaju većim dijelom svojih unutarnjih poslova, uz konačno odobrenje gradskih vlasti. Time su dodatno institucionalizirali lokalnu organizaciju loža, omogućujući im veću strukturalnu stabilnost unutar gradskog sustava.
Kombinirajući postojeće zidarske kodekse s prilagodbom specifičnim gradskim okolnostima, Regensburški statuti predstavljali su značajan korak prema formaliziranom lokalnom upravljanju ložama u Bavarskoj. Ovi su propisi poslužili kao važna poveznica između srednjovjekovnih operativnih zidara i modernog slobodnog zidarstva, pripremajući teren za osnivanje velikih loža.

### Kelnska povelja (1535.)
Kelnska povelja (njem. Kölner Urkunde) bila je statut za ceh zidara u slobodnom rimsko-njemačkom carskom gradu Kölnu, donesen 24. lipnja 1535. godine. Dokument je ispisan na pergamentu i sadrži 72 retka, napisan zidarskim kvadratnim šifratom. Uspostavila je pravila za obuku, ponašanje i upravljanje zidarima u gradu.
Ova povelja potvrdila je mnoge uobičajene principe iz ranijih zidarskih kodeksa. Šegrti su morali marljivo raditi četiri godine prije nego što bi postali slobodni zidari. Naglašeni su tajnovitost i moralnost. Zidari su bili organizirani unutar cehovske strukture s izabranim đakonima i godišnjim skupštinama. Međutim, kao lokalni pravni akt, Kelnska povelja uvela je i nova administrativna pravila specifična za grad. Majstorski status bio je ograničen na sinove majstora ili građane Kölna. Također su postavljena ograničenja na broj šegrta po majstoru, a propisane su kazne za kršenje cehovskih tajni i pravila.
Prilagođavajući tradicionalne zidarske običaje lokalnim okolnostima, Kelnska povelja osigurala je centralizirano upravljanje u trenutku profesionalizacije obrta u Rimsko-njemačkom Carstvu. Usmjeravala je kelnske zidare prema većoj organizaciji i nadzoru tijekom 16. stoljeća, što je kasnije dovelo do osnivanja Velike lože Hamburga 1737. godine.

### Strasbourške uredbe (1563.)
Strasbourške uredbe (njem. Straßburger Ordnung) od 29. rujna 1563. godine bile su skup regulativa za ceh zidara u slobodnom rimsko-njemačkom Carskom gradu Strasbourgu. Kodificirale su standarde obuke i ponašanja zidara u gradu.
Ove uredbe ponavljali su mnoge zajedničke zidarskih principe iz ranijih kodeksa, poput Regensburških statuta. Naglašavali su moralno ponašanje, čuvanje obrtničkih tajni i pravilnu obuku šegrta pod nadzorom majstora. Zidari su se trebali organizirati unutar ceha s izabranim đakonima i godišnjim skupštinama.
Međutim, kao gradski pravni kodeks, Strasbourške uredbe uvele su i specifična pokrajinska pravila. Članstvo u cehu bilo je ograničeno na građane rođene u Strasbourgu. Postavljene su kvote za broj šegrta po majstoru. Uz internu cehovsku upravu, gradsko vijeće dobilo je ovlast nadzora nad zidarima.
Prilagođavanjem tradicionalnih zidarskih običaja lokalnom kontekstu, uz jačanje konvencionalnih regulativa, Strasbourške uredbe pokazale su evoluciju loža prema centraliziranom upravljanju i nadzoru unutar autonomnih njemačkih gradskih država. Ova tranzicija otvorila je put za osnivanje velikih loža u 18. stoljeću.

### Rukopis Velike lože br. 1 (1583.)
Rukopis Velike lože br. 1 (engl. Grand Lodge No.1 Manuscript) inačica je Starih dužnosti druge generacije napisana 1583. godine. To je jedan od najstarijih sačuvanih rukopisa povezanih s Velikom ložom Engleske, po kojoj je dobio ime.
Sadržava tradicionalne masonske regulative prisutne u ranijim dokumentima poput Rukopisa Regius i Cookeovog rukopisa, uključujući:
- Tajnost zidarskih vještina i bratstva.
- Dobro moralno ponašanje i karakter zidara.
- Višegodišnju obuku šegrta.
- Pravedno plaćanje za obavljeni rad.

Za razliku od prethodnih rukopisa, ovaj rukopis pojednostavljuje i sažima ranije inačice. Primjerice, izostavlja dugačke mitološke prikaze povijesti zidarstva i donosi praktične upute za regulaciju loža i inicijaciju članova.
Ovaj se rukopis neobjašnjivo pojavljuje u Hughanovoj zbirci Starih dužnosti s datacijom 1632. godine, što je Speth pripisao lošem rukopisu velečasnog Woodforda, Hughanovog suradnika. To je prvi dokument iz skupine Starih dužnosti koji nosi precizan datum, koji je, iako teško čitljiv, moguće identificirati kao 25. prosinca 1583. godine.
Rukopis je napisan na svitku pergamenta dužine oko 2,7 metara i širine 12,7 cm, sastavljenom od četiri dijela zalijepljena na krajevima. Ujedinjena velika loža Engleske stekla ga je 1839. godine za 25 funti od gospođice Sidall, praunuke druge supruge Thomasa Dunckerleyja. Pismo u dokumentu odgovara dataciji 1583. godine, iako je jezik kojim je napisan arhaičniji, zbog čega je Henry Jenner sugerirao da je možda prepisan s izvornika starog i do jednog stoljeća.
Ova racionalizacija ukazuje na prijelaz od srednjovjekovnih ceremonijalnih recitacija prema modernim slobodnozidarskim konstitucijama. Rukopis Velike lože br. 1 predstavlja poveznicu između operativnog i spekulativnog slobodnog zidarstva, pomažući u formalizaciji slobodnog zidarstva krajem 16. stoljeća. Postavio je temelje za Andersonove Konstitucije iz 1723. godine.

## Vanjske poveznice
- The Old Charges